# 49-й Київський міжнародний кінофестиваль «Молодість»
49-й щорічний Київський міжнародний кінофестиваль «Молодість» проходив у Києві з 22 по 30 серпня 2020 року в онлайн та офлайн форматах.

## Журі

### Міжнародний конкурс
Наступні люди увійшли до складу журі Міжнародного конкурсу:
- Лоран Даніелу, засновник компанії з виробництва та дистрибуції LOCO FILMS (голова журі)
- Іванна Сахно, акторка
- Айсте Діржюте[en], акторка та кінопродюсерка
- Пилип Іллєнко, ексголова Державного агентства України з питань кіно
- Вікторія Трофіменко, режисерка і продюсерка

### Національний конкурс
Наступні люди увійшли до складу журі Національного конкурсу:
- Кшиштоф Ґєрат[pl], кінофахівець
- Марина Рощина, режисерка
- Євгенія Яцута, співвласниця, директорка та виконавча продюсерка компанії Radioaktivefilm

### «Сонячний зайчик»
Наступні люди увійшли до складу журі ЛГБТ-конкурсу «Сонячний зайчик»:
- Яір Гохнер, кінорежисер
- Надія Парфан, режисерка та дистриб'юторка
- Іван Козленко, генеральний директор Національного центру Олександра Довженка

### Екуменічне журі
Наступні люди увійшли до складу Екуменічного журі:
- Рольф Деєн, кіноексперт
- Вікторія Государська, фахівчиня із комунікацій
- Барбара Шанц-Дербовен, перекладачка

### Міжнародна федерація кінопреси (ФІПРЕССІ)
Наступні люди увійшли до складу журі ФІПРЕССІ:
- Массімо Лечі, кінокритик
- Олександр Гусєв, кінокритик
- Колетт де Кастро, кінокритик

## Конкурсна програма
| Лауреат Гран-прі «Скіфський олень» виділений окремим кольором. |

| Найкращий фільм виділений окремим кольором. |

### Міжнародний конкурс

#### Повнометражний конкурс
Наступні дебютні повнометражні ігрові фільми (тривалістю більше 60 хвилин) було відібрано до Міжнародного повнометражного конкурсу:
| Фільм                        | Оригінальна назва                     | Режисер(и)                | Країна(-и)                 | Рік  | хв.  |
| ---------------------------- | ------------------------------------- | ------------------------- | -------------------------- | ---- | ---- |
| «Цілковито нормальна родина» | A Perfectly Normal Family             | Малу Рейманн              | Данія                      | 2020 | 93'  |
| «Копач»                      | Digger                                | Йоргіс Грігоракіс         | Греція Франція             | 2020 | 101' |
| «Особливі прикмети»          | Identifying Features                  | Фернанда Валадес          | Іспанія Мексика            | 2020 | 97'  |
| «Біг дітей»                  | Kids Run                              | Барбара Отт               | Німеччина                  | 2020 | 104' |
| «Твій хід»                   | Kuessipan                             | Міріам Верро              | Канада                     | 2019 | 117' |
| «Мій ранковий сміх»          | My Morning Laughter                   | Марко Джорджевіч          | Сербія                     | 2019 | 94'  |
| «Охос-Неґрос»                | Ojos Negros                           | Марта Лайяна Івет Кастело | Іспанія                    | 2019 | 67'  |
| «Парфенон»                   | Parthenon                             | Мантас Кведаравічюс       | Литва Україна Франція      | 2019 | 119' |
| «Пісня без назви»            | Song Without a Name                   | Меліна Леон               | Іспанія США Перу           | 2019 | 97'  |
| «Смерть кіно та мого батька» | The Death of Cinema and My Father Too | Дані Розенберґ            | Ізраїль                    | 2020 | 100' |
| «Смак фо»                    | The Taste of Pho                      | Маріко Бобрік             | Польща Німеччина           | 2019 | 84'  |
| «Двоє»                       | Two of Us                             | Філіппо Менеґетті         | Франція Люксембург Бельгія | 2019 | 95'  |

#### Короткометражний конкурс
Наступні дебютні короткометражні фільми (ігрові, документальні, анімаційні стрічки, зняті після кіношколи; тривалістю до 45 хвилин) було відібрано до Міжнародного короткометражного конкурсу:
| Фільм                      | Оригінальна/англійська назва    | Режисер(и)          | Країна(-и)                      | Рік  | хв. |
| -------------------------- | ------------------------------- | ------------------- | ------------------------------- | ---- | --- |
| «Остання світлина батька»  | The Last Image of Father        | Стефан Джорджевіч   | Словенія Сербія Греція Хорватія | 2019 | 20' |
| «Приватний сектор»         | Community Gardens               | Вітаутас Каткус     | Литва                           | 2019 | 15' |
| «Сцени з любовного життя»  | Scenes of a Love Life           | Міґель Афонсо       | Португалія                      | 2019 | 13' |
| «Пісня хмар»               | Song of Clouds                  | Анкіт Поудел        |                                 |      |     |
| «Непал»                    | Nepal                           |                     |                                 | 2020 | 15' |
| «Супергерої без суперсили» | Superheroes Without Superpowers | Беатріче Балдаччі   | Італія                          | 2019 | 13' |
| «Іспит»                    | Exam                            | Соня К. Хадад       | Іран                            | 2019 | 15' |
| «У місяць кохання»         | In the Month of Love            | Шашанк Валіа        | Індія                           | 2019 | 30' |
| «Легкі гроші»              | Money Honey                     | Айзек Найтс-Вошборн | Нова Зеландія                   | 2020 | 10' |
| «Серед мигдалевих дерев»   | Among the Almond Trees          | Марі Лєфлок         | Бельгія                         | 2019 | 21' |
| «Одягнена в дощ»           | She Who Wears The Rain          | Маріанн Метів'є     | Канада                          | 2019 | 17' |
| «Унікальна нагода»         | A Unique Opportunity            | Жоель Курц          | Франція Бельгія                 | 2020 | 14' |
| «Бульмастиф»               | Bullmastiff                     | Анастасія Буковська | Україна                         | 2020 |     |
| «Святковий день»           | Party Day                       | Софія Бост          | Португалія                      | 2019 | 17' |
| І«нстинкт»                 | Drive                           | Педро Касавекк’я    | Франція                         | 2019 | 7'  |
| «Чорне сонце»              | Black Sun                       | Арда Чільтепе       | Туреччина Німеччина             | 2019 | 20' |
| «Дівич-вечір Вард»         | Ward's Henna Party              | Морад Мостафа       | Єгипет                          | 2020 | 23' |

#### Студентський конкурс
Наступні студентські фільми (ігрові, документальні, анімаційні; тривалістю до 45 хвилин) було відібрано до Міжнародного студентського конкурсу:
| Фільм                                   | Оригінальна/англійська назва            | Режисер(и)              | Країна(-и)        | Рік  | хв.  |
| --------------------------------------- | --------------------------------------- | ----------------------- | ----------------- | ---- | ---- |
| «Еллі»                                  | Elli                                    | Вів'єн Гартманн         | Німеччина         | 2019 | 29'. |
| «Душенька»                              | The Little Soul                         | Барбара Рупік           | Польща            | 2019 | 9'.  |
| «Обличчя»                               | Faces                                   | Адріен Лосте            | Франція           | 2019 | 19'. |
| «Через дві години минуло десять хвилин» | After Two Hours, Ten Minutes Had Passed | Штеффен Ґолдкамп        | Німеччина         | 2019 | 20'. |
| «Він любить мої очі»                    | He Loves My Eyes                        | Енші Ріста              | Румунія           | 2019 | 23'. |
| «Дім, милий дім»                        | Home Sweet Home                         | Анна Морозова           | Україна           | 2019 | 15’  |
| «Адам»                                  | Adam                                    | Шокі Лінь               | Сінгапур          | 2019 | 19'  |
| «Термінал»                              | Terminal                                | Кім Алламанд            | Швейцарія         | 2019 | 13'  |
| «Дрифт»                                 | Drifting                                | Ханьсун Бо              | США               | 2019 | 16'  |
| «Не плакати за обіднім столом»          | No Crying at the Dinner Table           | Керол Нґуєн             | Канада            | 2019 | 15'  |
| «Сонячний пес»                          | Sun Dog                                 | Доріан Єсперс           | Бельгія Росія     | 2020 | 21'  |
| «Ми більше ніколи не заблукаємо разом»  | We’ll Never Get Lost Together Again     | Євген Кошин             | Україна Туреччина | 2020 | 35'  |
| «Малолітка»                             | Babydyke                                | Тоне Оттілі Фредеріксен | Данія             | 2019 | 19'  |
| «Південна лихоманка»                    | Austral Fever                           | Томас Вудрофф           | Чилі              | 2019 | 21'  |
| «Добраніч»                              | Good Night                              | Ентоні Нті              | Бельгія Гана      | 2019 | 20'  |
| «Без тіла»                              | No Body                                 | Гемін Ко                | Велика Британія   | 2019 | 4'   |

### Національний конкурс
Наступні українські короткометражні фільми (ігрові, документальні, анімаційні; тривалістю до 45 хвилин) було відібрано до Національного конкурсу:
| Фільм                                  | Оригінальна/англійська назва        | Режисер(и)                                        | Країна(-и)        | Рік  | хв. |
| -------------------------------------- | ----------------------------------- | ------------------------------------------------- | ----------------- | ---- | --- |
| «Бульмастиф»                           | Bullmastiff                         | Анастасія Буковська                               | Україна           | 2020 | 25' |
| «Прощавай, Свєто»                      | Goodbye, Sveta                      | Настя Канарьова                                   | Україна           | 2020 | 20' |
| «Життя лінивого бєздєльніка»           | The Life of a Lazy Idler            | Роман Кологойда                                   | Україна           | 2020 | 15' |
| «Маленький диктатор»                   | Little Dictator                     | Олександра Бровченко                              | Україна           |      |     |
| «Ми більше ніколи не заблукаємо разом» | We’ll Never Get Lost Together Again | Євген Кошин                                       | Україна Туреччина | 2020 | 35' |
| «Я тут»                                | I'm Here                            | Олена Янковська                                   | Україна           | 2020 | 10' |
| «Колообіг»                             | Circulation                         | Олексій Радинський                                | Україна           |      |     |
| «Прибічник»                            | Supporter                           | Сергій Найда                                      | Україна           | 2019 | 7'  |
| «Сурогат»                              | The Surrogate                       | Стас Сантімов                                     | Україна           | 2020 | 6'  |
| «Врятуйте мене, лікарю!»               | Save Me, Doctor!»                   | Дмитро Грешко                                     | Україна           | 2020 | 19' |
| «Знаки»                                | Signs                               | Наталія Ільчук                                    | Україна           | 2020 | 2'  |
| «Кегельбан»                            | Kegelbahn                           | Ахмеді-Ернес Сарихаліл                            | Україна           | 2020 | 19' |
| «Сама собі тут»                        | Here by Herself                     | Анна Дудко                                        | Україна           | 2019 | 5'  |
| «На шляху назад»                       | On a Way Back                       | Микола Рідний                                     | Україна Польща    | 2019 | 7'  |
| «Потвора»                              | Bastard                             | Віктор Скуратовський                              | Україна           |      |     |
| «Дім, милий дім»                       | Home, Sweet Home                    | Анна Морозова                                     | Україна           | 2019 | 15' |
| «Схрон»                                | Hideout                             | Оксана Войтенко                                   | Україна           | 2020 | 27' |
| «Run Away»                             | Run Away                            | Андрій Кокура                                     | Україна           | 2020 | 20' |
| «Зонґ»                                 | Zong                                | Еліас Парвулеско Тета Цибульник Світлана Потоцька | Україна           | 2019 | 9'  |
| «Материнство»                          | Maternity                           | Наталія Ільчук                                    | Україна           | 2019 | 17' |
| «Не вдома»                             | Not at Home                         | Олександр Чернобай                                | Україна           | 2019 | 13' |
| «Монолог. Один»                        | Monologue. One                      | Гаяне Джагінян                                    | Україна           | 2020 | 15' |
| «Так мут співати»                      | Thus They Will Sing                 | Діана Горбань Анна Ютченко                        | Україна           |      |     |
| «Вода»                                 | Water                               | Даша Волга                                        | Україна           |      |     |

### Teen Screen
Наступні повнометражні ігрові фільми (тривалістю понад 60 хвилин) було відібрано до конкурсу «Teen Screen»:
| Фільм                                      | Оригінальна/англійська назва        | Режисер(и)         | Країна(-и)                  | Рік  | хв.  |
| ------------------------------------------ | ----------------------------------- | ------------------ | --------------------------- | ---- | ---- |
| «Щ – це щастя»                             | H Is for Happiness                  | Джон Шиді          | Австралія                   | 2019 | 103' |
| «Оскар і Ліллі: Там, де нас ніхто не знає» | Oskar & Lilli. Where No One Know Us | Араш Т. Ріагі      | Австрія                     | 2020 | 102' |
| «Опалені сонцем»                           | Sunburned                           | Кароліна Гельсґард | Німеччина Польща Нідерланди | 2019 | 94'  |
| «Суне – друг нареченого»                   | Sune – Best Man                     | Йон Гольмберґ      | Швеція                      | 2019 | 88'  |
| «Клуб потворних дітей»                     | The Club of Ugly Children           | Йонатан Елберс     | Нідерланди                  | 2019 | 90'  |
| «Вовки»                                    | The Wolves                          | Семюел Кіші Леопо  | Мексика США                 | 2019 | 95'  |
| «Малюк Санджи»                             | Young Sangye                        | Ґудон Чжан         | КНР                         | 2019 | 87'  |

### «Сонячний зайчик»
Наступні повнометражні ігрові фільми було відібрано до Міжнародного повнометражного ЛГБТ-конкурсу «Сонячний зайчик»:
| Фільм                        | Оригінальна/англійська назва | Режисер(и)          | Країна(-и)                 | Рік  | хв.  |
| ---------------------------- | ---------------------------- | ------------------- | -------------------------- | ---- | ---- |
| «Цілковито нормальна родина» | A Perfectly Normal Family    | Малу Рейманн        | Данія                      | 2020 | 93'  |
| «Суховій»                    | Dry Wind                     | Даніел Ноласку      | Бразилія                   | 2020 | 110' |
| «Ношу тебе з собою»          | I Carry You With Me          | Гайді Юінґ          | США Мексика                | 2020 | 111’ |
| «Лінґва франка»              | Lingua Franca                | Ізабель Сандовал    | США Філіппіни              | 2019 | 95'  |
| «Моффі»                      | Moffie                       | Олівер Германус     | ПАР Велика Британія        | 2019 | 103' |
| «Без образ»                  | No Hard Feelings             | Фараз Шаріат        | Німеччина                  | 2020 | 89'  |
| «Психозія»                   | Psychosia                    | Марі Ґрато Соренсен | Данія Фінляндія            | 2019 | 87'  |
| «Ріалто»                     | Rialto                       | Пітер Макі Бернз    | Велика Британія Ірландія   | 2019 | 90'  |
| «Свята Френсіс»              | Saint Frances                | Алекс Томпсон       | США                        | 2019 | 98'  |
| «Друга зірка праворуч»       | Second Star on the Right     | Рут Кауделі         | Колумбія                   | 2019 | 82'  |
| «Адвокат»                    | The Lawyer                   | Ромас Забараускас   | Литва                      | 2020 | 97'  |
| «Поцілунок у сутінках»       | Twilight's Kiss              | Рей Йенґ            | Гонконг                    | 2019 | 92'  |
| «Двоє»                       | Two of Us                    | Філіппо Менеґетті   | Франція Бельгія Люксембург | 2019 | 95'  |

## Позаконкурсна програма
| Програма               | Фільм                      | Оригінальна назва              | Режисер(и)                             | Країна(-и)                                               | Рік  | Дж                           |
| ---------------------- | -------------------------- | ------------------------------ | -------------------------------------- | -------------------------------------------------------- | ---- | ---------------------------- |
| Спеціальні події       | «Вілкокс»                  | Wilcox                         | Дені Коте                              | Канада                                                   | 2019 | :                            |
| Спеціальні події       | «Це все міняє»             | This Changes Everything        | Том Донаг'ю                            | США                                                      | 2018 |                              |
| Спеціальні події       | «Мене звуть Клітор»        | My Name is Clitoris            | Ліза Бійюар-Моне, Дафне Лєблон         | Бельгія                                                  | 2019 |                              |
| Спеціальні події       | «Підбурювання»             | Incitement                     | Ярон Зільберман                        | Ізраїль                                                  | 2019 |                              |
| Спеціальні події       | «Птахи (або як ними бути)» | Birds (Or How To Be One)       | Бабіс Макрідіс                         | Греція                                                   | 2020 |                              |
| Спеціальні події       | «Ніштяк, чуваче»           | Feels Good Man                 | Артур Джонс                            | США                                                      | 2020 |                              |
| Спеціальні події       | «Фелліні і духи»           | Fellini of the Spirits         | Ансельма Деллоліо                      | Італія                                                   | 2020 |                              |
| Спеціальні події       | «Останні та перші люди»    | Last and First Men             | Йоган Йоганнссон                       | Ісландія                                                 | 2020 |                              |
| Фестиваль фестивалів   | «Віталіна Варела»          | Vitalina Varela                | Педру Кошта                            | Португалія                                               | 2019 | [ 6 ]                        |
| Фестиваль фестивалів   | «Погані казки»             | Bad Tales                      | Даміано Д’Інноченцо, Фабіо Д’Інноченцо | Італія Швейцарія                                         | 2020 |                              |
| Фестиваль фестивалів   | «Батько»                   | Father                         | Срджан Ґолубовіч                       | Франція Німеччина Боснія і Герцеговина Словенія Хорватія | 2020 |                              |
| Фестиваль фестивалів   | «Жінка, яка втекла»        | The Woman Who Ran              | Хон Сан-су                             | Південна Корея                                           | 2019 |                              |
| Фестиваль фестивалів   | «Повітряна кулька»         | Balloon                        | Пема Цеден                             | 2019                                                     |      |                              |
| Фестиваль фестивалів   | «Лара»                     | Lara                           | Ян-Оле Ґерштер                         | Німеччина                                                | 2019 |                              |
| Фестиваль фестивалів   | «Батько»                   | The Father                     | Крістіна Ґрозева, Петар Валчанов       | Болгарія Греція                                          | 2019 |                              |
| Фестиваль фестивалів   | «Угамований»               | Pacified                       | Пекстон Вінтерс                        | Бразилія США                                             | 2019 |                              |
| Українські прем’єри    | «Ми є... Ми поруч»         | We Are Here.... We Are Near    | Роман Балаян                           | Україна                                                  | 2020 | [ 6 ]                        |
| Українські прем’єри    | «В. Сильвестров»           | V. Silvestrov                  | Сергій Буковський                      | Україна                                                  | 2020 |                              |
| Українські прем’єри    | «Передчуття»               | Forebodings                    | В’ячеслав Криштофович                  | Україна Литва Словенія                                   | 2020 |                              |
| Українські прем’єри    | «Поїзд «Київ - Війна»»     | Train: Kyiv-War                | Корній Грицюк                          | Україна                                                  | 2020 |                              |
| Українські прем’єри    | «Хлопець війни»            | Boy of War                     | Сипрієн Клеман-Дельмас, Ігор Косенко   | Німеччина Україна Чехія                                  | 2019 |                              |
| Українські прем’єри    | «Життя поза резюме»        | Life outside CV                | Сашко Протяг                           | Україна                                                  | 2019 |                              |
| Українські прем’єри    | «Зарваниця»                | New Jerusalem                  | Ярема Малащук, Роман Хімей             | Україна                                                  | 2020 |                              |
| Українські прем’єри    | «Херсонщина на Вулкані»    | Living on the Volcano          | Владислав Васильченко, Роман Бондарчук | Україна                                                  | 2020 |                              |
| Скандинавська панорама | «Провінція»                | The County                     | Ґрімур Гаконарсон                      | Ісландія Данія Німеччина Франція                         | 2019 | [ 6 ]                        |
| Скандинавська панорама | «Луна»                     | Echo                           | Рунар Рунарссон                        | Ісландія Франція Швейцарія                               | 2019 |                              |
| Скандинавська панорама | «Обережно, діти»           | Beware of Children             | Даґ Йоган Гауґеруд                     | Норвегія Швеція                                          | 2019 |                              |
| Скандинавська панорама | «Дядько»                   | Uncle                          | Фрелле Петерсен                        | Данія                                                    | 2019 |                              |
| Скандинавська панорама | «Чартер»                   | Charter                        | Аманда Кернелл                         | Данія Швеція Норвегія                                    | 2020 |                              |
| Скандинавська панорама | «Біжи, Ує, біжи»           | Run Uje Run                    | Генрік Шифферт                         | Швеція                                                   | 2020 |                              |
| Скандинавська панорама | «Плоть і кров»             | Wildland                       | Жанетт Нурдаль                         | Данія                                                    | 2020 |                              |
| Скандинавська панорама | «Психостерво»              | Psychobitch                    | Мартін Лунд                            | Норвегія                                                 | 2019 |                              |
| Швейцарський акцент    | «За горизонтом»            | Beyond the Horizon             | Дельфін Леерісі                        | Бельгія Швейцарія                                        | 2019 | [ 6 ]                        |
| Швейцарський акцент    | «Кохай мене ніжно»         | Love Me Tender                 | Клаудія Рейніке                        | Швейцарія                                                | 2019 |                              |
| Швейцарський акцент    | «Мадам»                    | Madame                         | Стефан Рітгаузер                       | Швейцарія                                                | 2019 |                              |
| Швейцарський акцент    | «Батьки»                   | Parents                        | Ерік Берґкраут Рут Швайкерт            | Швейцарія                                                | 2019 |                              |
| Швейцарський акцент    | «Кінець світу»             | The End of the World           | Базіл да Кунья                         | Швейцарія                                                | 2019 |                              |
| FORMA                  | «Посеред лабіринту»        | In the Middle of the Labyrinth | Саломон Перес                          | Перу                                                     | 2019 | [ 6 ]                        |
| FORMA                  | «Шум»                      | Murmur                         | Гезер Янґ                              | Канада                                                   | 2019 |                              |
| FORMA                  | «Пропозиція»               | Offering                       | Хуан Монако Каньї                      | Аргентина                                                | 2020 |                              |
| FORMA                  | «Персефона»                | Persephone                     | Костас Атоусакіс                       | Греція                                                   | 2019 |                              |
| FORMA                  | «Халепа з природою»        | The Trouble with Nature        | Іллум Якобі                            | Данія Франція                                            | 2020 |                              |
| FORMA                  | «Двадцяте століття»        | The Twentieth Century          | Метью Ренкін                           | Канада                                                   | 2019 |                              |
| FORMA                  | «Великі літери»            | Uppercase Print                | Раду Жуде                              | Румунія                                                  | 2020 |                              |
| FORMA                  | «Кладовище»                | Cemetery                       | Карлос Касас                           | Польща Франція Велика Британія Узбекистан                | 2019 |                              |
| Століття               | «Ночі Кабірії»             | Nights of Cabiria              | Федеріко Фелліні                       | Італія                                                   | 1957 | (Століття Фредеріко Фелліні) |
| Століття               | «Чудова сімка»             | The Magnificent Seven          | Джон Стерджес                          | США                                                      | 1960 | (Століття Джона Стерджеса)   |
| Століття               | «Літня казка»              | A Summer's Tale                | Ерік Ромер                             | Франція                                                  | 1996 | (Століття Еріка Ромера)      |
| Століття               | «Сім самураїв»             | Seven Samurai                  | Акіра Куросава                         | Японія                                                   | 1954 | (Століття Акіри Куросави)    |
| Століття               | «Фройд»                    | Freud: The Secret Passion      | Джон Г’юстон                           | США                                                      | 1962 | (Століття Монтгомері Кліфта) |

## Boat Meeting
Наступні продюсери та проєкти були запрошені до пітчингу художніх фільмів Boat Meeting, який щорічно проходить у рамках фестивалю:

## Нагороди
Нагороди були розподілені таким чином:

### Офіційні нагороди
- «Золотий Скіфський олень» за внесок у світове кіномистецтво – Робер Оссейн

Boat Meeting
- Переможець міжнародного пітчинґу Boat Meeting — «Герой нашого часу», реж. Мірак Атабей,  Туреччина
- Спеціальна відзнака журі — «Нижній горизонт», реж. Жанна Озірна та Ірина Ковальчук,  Україна

Гран-прі
- «Особливі прикмети»,  реж. Фернанда Валадес  Мексика,  Іспанія
- «Твій хід», реж. Міріам Верро  Канада

Приз глядацьких симпатій
- «Двоє», реж. Філіппо Менеґетті  Франція,  Люксембург,  Бельгія

Повнометражний конкурс
- Найкращий повнометражний дебют

– «Мій ранковий сміх», реж. Марко Джорджевич,  Сербія
- Спеціальний диплом журі - «Цілком нормальна сім'я», реж. Малу Рейманом,  Данія
- Спеціальний диплом журі - «Біг дітей», реж. Барбара Отт,  Німеччина

Короткометражний конкурс
- Найкращий короткометражний фільм - «Бульмастиф», реж.Анастасія Буковська,  Україна
- Спеціальний диплом журі - «Серед мигдалевих дерев», реж. Марі Лефлок,  Бельгія
- Спеціальний диплом журі - «Святковий день», реж. Софія Бост,  Португалія

Студентський конкурс
- Найкращий студентський фільм - «Добраніч», реж. Ентоні Нті,  Бельгія,  Гана
- Спеціальний диплом журі - «Еллі», реж. Вів'єн Хартманн,  Німеччина
- Спеціальний диплом журі - «Душенька», реж. Барбара Рупік,  Польща

MOLODIST TEEN SCREEN
- Переможець програми – «Щ - це щастя», реж. Джон Шіді,  Австралія
- Спеціальний диплом журі за найкращу роль – «Оскар і Ліллі: Там, де нас ніхто не знає», реж. Араш Т. Ріагі,  Австрія
- Спеціальний диплом журі за сценарій – «Клуб потворних дітей», реж. Іонафан Елберс,  Нідерланди

Сонячний зайчик
- Переможець - «Суховій», реж. Даніел Ноласько,  Бразилія
- Спеціальний диплом журі – «Без образ», реж. Фараз Шаріат,  Німеччина
- Спеціальний диплом журі – «Лінгва франка», реж. Ізабель Сандовал,  США,  Філіппіни

Національний конкурс
- Переможець Національного конкурсу – «Схрон», реж. Оксана Войтенко,  Україна
- Спеціальний диплом журі – «Бульмастиф», реж. Анастасія Буковська,  Україна
- Спеціальний диплом журі – «Прощай, Свєто», реж. Настя Канарьова,  Україна
- Спеціальний диплом журі – «Врятуйте мене, лікарю!», реж. Дмитро Грешко,  Україна

### Незалежні нагороди
Приз ФІПРЕССІ
- «Двоє», реж. Філіппо Менеґетті  Франція,  Люксембург,  Бельгія

Приз екуменічного журі
- Студентський фільм — «Еллі», реж. Вів'єн Гартманн  Німеччина
- Короткометражний фільм — «Бульмастиф», реж. Анастасія Буковська  Україна
- Повнометражний фільм — «Пісня без назви[en]», реж. Меліна Леон  Іспанія,  США,  Перу